# Unisize
unisize（ユニサイズ）は、東京都新宿区に本社を置く株式会社メイキップのサービスであり、ECサイトで洋服を購入する際に自分にピッタリのサイズが分かるサイズレコメンドシステムである。

## 概要
2016年2月に開始したECサイト運営企業にSaaS型で提供する法人向けサイズレコメンドシステムと、一般ユーザー向けに提供するファッションECのアグリゲーションサイトの2つが存在する。

## サイズレコメンドエンジンの主な特徴
サイズレコメンドエンジンのアルゴリズムは、3500ブランドを超える服のサイズデータと、性別・年代別の体形に関する身体統計データを基に、アンケートで得た身体特徴を加味して、おすすめサイズを表示する。
また、過去に購入した洋服と比較する「購入履歴比較」、手持ちの着丈や身幅の実寸を入力して比較する「実寸比較」の機能もあり、ユーザーが知っている情報の粒度に合わせておすすめサイズを確認できる。
手軽にユーザーが利用できる事から利用率（15%）が高いのも特徴である。

## 沿革
- 2015年（平成27年）2月 - 「株式会社メイキップ」を設立。
- 2016年（平成27年）
  - 2月 - SaaS型適正サイズレコメンドシステム「unisize」をリリース。
  - 8月 - ファッションECのアグリゲーションサイト「unisize」をリリース。
- 2018年（平成30年）
  - 4月 - 適正サイズ提示方法、適正サイズ提示システム、サーバ装置、及びプログラムにおける特許を取得。
  - 6月 - SaaS型法人向けunisizeの累計利用者数が200万人を突破。
- 2021年（令和3年）7月 - SaaS型法人向けunisizeの累計利用者数が1,000万人を突破。